# U-110

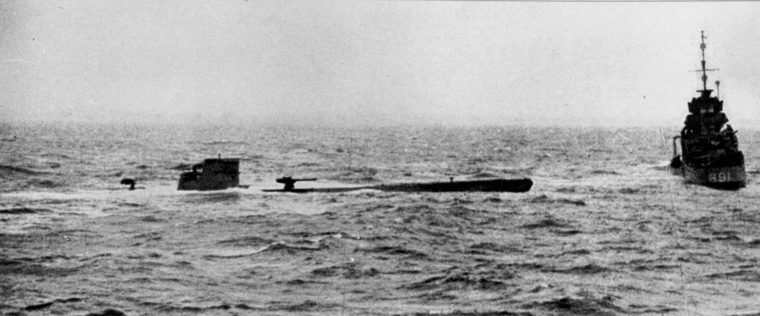
L'U-110 e la HMS Bulldog.

Il sottomarino U-110 è stato un U-boat di tipo IX-B della Kriegsmarine, la marina militare della Germania nazista, in servizio nel corso della seconda guerra mondiale.

## Storia
La chiglia dell'U-110 fu consegnata il primo febbraio 1940 dai cantieri navali AG Weser, di Brema, nello stabilimento situato lungo il fiume Weser. Fu posto in linea di battaglia il 21 novembre 1940 al comando del Kapitänleutnant Fritz-Julius Lemp.
Lemp fu l'unico comandante dell'U-110. Nel corso del suo precedente comando sull'U-Boat U-30 fu responsabile dell'affondamento della nave passeggeri Athenia avvenuto il primo giorno di guerra, in circostanze tali da farlo deferire alla corte marziale. In ogni caso continuò ad essere considerato uno dei comandanti più ribelli e di maggior successo dei suoi tempi.
L'U-Boat U-110 portò a termine due pattugliamenti, affondando tre navi nemiche, per un totale di 10.149 tonnellate di naviglio affondato e danneggiandone altre due, per un totale di 8.675 tonnellate. Il 23 marzo 1941, il suo cannone da 105 mm esplose, causando il ferimento di tre uomini. Il 9 maggio 1941 il sommergibile fu catturato ed in seguito affondato.

### L'operazionePrimrose
I sottomarini U-110 e U-201 stavano attaccando il convoglio di navi CB-318 nel nord Atlantico a sud dell'Islanda quando, al momento del lancio, uno dei siluri del primo sommergibile non riuscì ad essere lanciato.